# اوسویتیمانی
اوسویتیمانی (به چکی: Osvětimany) یک منطقهٔ مسکونی در جمهوری چک است که در ناحیه اوهرسکه هرادیشتی واقع شده‌است. اوسویتیمانی ۱۹٫۴۳ کیلومتر مربع مساحت و ۸۵۴ نفر جمعیت دارد و ۲۷۸ متر بالاتر از سطح دریا واقع شده‌است.